# Puzi (ort)
Puzi är en ort i Kina. Den ligger i provinsen Hunan, i den södra delen av landet, omkring 340 kilometer sydväst om provinshuvudstaden Changsha.
Runt Puzi är det ganska tätbefolkat, med 155 invånare per kvadratkilometer. Närmaste större samhälle är Jiangshi, 15,7 km norr om Puzi. I omgivningarna runt Puzi växer i huvudsak blandskog.
Genomsnittlig årsnederbörd är 1 744 millimeter. Den regnigaste månaden är maj, med i genomsnitt 268 mm nederbörd, och den torraste är december, med 63 mm nederbörd.